# غرايم وود
غرايم وود (بالإنجليزية: Graeme C.A. Wood)‏ هو صحفي أمريكي، ولد في 21 أغسطس 1979.

## وصلات خارجية
- الموقع الرسمي